# Bolboschoenus stagnicola
Bolboschoenus stagnicola är en halvgräsart som först beskrevs av Louis-Florent-Marcel Raymond, och fick sitt nu gällande namn av Jiří Soják. Bolboschoenus stagnicola ingår i släktet Bolboschoenus och familjen halvgräs.
Artens utbredningsområde är Pakistan. Inga underarter finns listade i Catalogue of Life.